# Łękawica (powiat Wadowicki)
Łękawica is een dorp in de Poolse woiwodschap Klein-Polen. De plaats maakt deel uit van de gemeente Stryszów.